# ابناهالی
ابناهالی (به لاتین: Abbenahalli) در هند است که در کارناتاکا واقع شده‌است.